# Gare de Merxheim
Gare de Merxheim – przystanek kolejowy w Merxheim, w departamencie Górny Ren, w regionie Grand Est, we Francji. Jest zarządzany przez SNCF (budynek dworca) i RFF (infrastruktura).
Został otwarty w 1841 przez Compagnie du chemin de fer de Strasbourg à Bâle. Obsługiwany jest przez pociągi TER Alsace.

## Położenie
Znajduje się na linii Strasburg – Bazylea, na km 84,069, między stacjami Rouffach i Raedersheim, na wysokości 213 m n.p.m.

## Linie kolejowe
- Strasburg – Bazylea